# Мене звуть Кожа
«Мене звуть Кожа́» — радянський дитячий художній фільм, знятий в 1963 році режисером Абдуллою Карсакбаевим на кіностудії «Казахфільм» за однойменною повістю Бердибека Сокпакбаєва. Прем'єра фільму відбулася 19 травня 1964 року (Москва).

## Сюжет
Фільм оповідає про 12-річного казахського хлопчика на ім'я Кожа, допитливого і доброго, з відкритим і рішучим характером, який постійно потрапляє в різні, то невинні, а часом і кепські історії.

## У ролях
- Нурлан Сегізбаєв — Қожаберген Кадиров
- М. Кокенов — Султан
- Гульнар Курабаєва — Жанар
- Є. Курмашев — Жантас
- Бикен Римова — Міллат, мама Кожи́
- Кененбай Кожабеков — Рахманов, вчитель
- Раїса Мухамедьярова — Хадіша Майканова, вчителька
- Загі Курманбаєва — бабуся Кожи́
- Макіль Куланбаєв — Каратай
- Байдалда Калтаєв — Сайбек
- А. Толубаєв — пастух Жумагул
- К. Адільшинов — Ахметов, директор школи

## Знімальна група
- Режисер — Абдулла Карсакбаєв
- Сценарист — Ніссон Зелеранський
- Оператор — Михайло Аранишев
- Композитор — Нургіса Тлендієв